# Kanton Rochefort-Montagne
Der Kanton Rochefort-Montagne war bis 2015 ein französischer Wahlkreis im Arrondissement Clermont-Ferrand im Département Puy-de-Dôme und in der Region Auvergne-Rhône-Alpes; sein Hauptort war Rochefort-Montagne, Vertreter im Generalrat des Départements war zuletzt von 1994 bis 2015, wiedergewählt 2008, Jean-Marc Boyer. 
Der Kanton war 377,99 km² groß und hatte (1999) 10.601 Einwohner, was einer Bevölkerungsdichte von 28 Einwohnern pro km² entsprach. Er lag im Mittel auf 885 Meter über dem Meeresspiegel, zwischen 676 m in Mazaye und 1.883 m in Mont-Dore. 

## Gemeinden
| Gemeinde                  | Einwohner Jahr | Fläche km² | Bevölkerungsdichte | Postleitzahl | Code INSEE |
| ------------------------- | -------------- | ---------- | ------------------ | ------------ | ---------- |
| Aurières                  | 323 (2013)     | –          | – Einw./km²        | 63210        | 63020      |
| La Bourboule              | 1852 (2013)    | –          | – Einw./km²        | 63150        | 63047      |
| Ceyssat                   | 673 (2013)     | –          | – Einw./km²        | 63210        | 63071      |
| Gelles                    | 908 (2013)     | –          | – Einw./km²        | 63740        | 63163      |
| Heume-l’Église            | 107 (2013)     | –          | – Einw./km²        | 63210        | 63176      |
| Laqueuille                | 348 (2013)     | –          | – Einw./km²        | 63820        | 63189      |
| Mazaye                    | 717 (2013)     | –          | – Einw./km²        | 63230        | 63219      |
| Mont-Dore                 | 1347 (2013)    | –          | – Einw./km²        | 63240        | 63236      |
| Murat-le-Quaire           | 480 (2013)     | –          | – Einw./km²        | 63150        | 63246      |
| Nébouzat                  | 806 (2013)     | –          | – Einw./km²        | 63210        | 63248      |
| Olby                      | 749 (2013)     | –          | – Einw./km²        | 63210        | 63257      |
| Orcival                   | 233 (2013)     | –          | – Einw./km²        | 63210        | 63264      |
| Perpezat                  | 426 (2013)     | –          | – Einw./km²        | 63210        | 63274      |
| Rochefort-Montagne        | 927 (2013)     | –          | – Einw./km²        | 63210        | 63305      |
| Saint-Bonnet-près-Orcival | 463 (2013)     | –          | – Einw./km²        | 63210        | 63326      |
| Saint-Pierre-Roche        | 422 (2013)     | –          | – Einw./km²        | 63210        | 63386      |
| Vernines                  | 395 (2013)     | –          | – Einw./km²        | 63210        | 63451      |

## Bevölkerungsentwicklung
| 1962   | 1968   | 1975   | 1982   | 1990   | 1999   | 2010   |
| ------ | ------ | ------ | ------ | ------ | ------ | ------ |
| 11.573 | 12.275 | 11.747 | 11.643 | 11.073 | 10.601 | 11.102 |